# حملة حلب 2016
بدأت حملة حلب الصيفية 2016 بعملية عسكرية شنها جيش الفتح على مشروع 1070 شقة في حي الحمدانية و وبدأت بهجوم من الأحياء المحاصرة للمدينة في 2 آب 2016. وكان الهدف من الهجوم هو فك الحصار عن الأحياء الشرقية المحاصرة وتحرير المدينة من المليشيات الإيرانية المحتلة .